# Алпысбаев, Хасан Алпысбаевич
Хасан Алпысбаевич Алпысбаев (каз. Хасан Алпысбайұлы Алпысбаев) (6 сентября 1928, Село № 14, Баянаульский район, Павлодарской области — 30 апреля 1978, Алма-Ата) — советский казахский историк, археолог и один из первых исследователей древнекаменного века Казахстана. Открыл памятники, такие как Борыказган и Танирказган.

## Биография
Родился в семье крестьян-кочевников. В 1935—1945 годах воспитывался в детском доме в Алма-Атинской области. О. И. Исмагулов рассказывал, что Хасан имел трудную жизнь, потеряв родителей голоду 1930-х. Позже оказался в Каскеленском домеинтернате.
Затем учился в историческом факультете Среднеазиатского государственного университета в Ташкенте по специальности «историк-археолог». Там его поддерживал ректор учебного заведения — Т. А. Сарымсаков. Исмагулов Оразак рассказывал, что когда Ташмухамед Сарымсаков услышал, что Хасану сложно было выживать на одной стипендии, он тут же приказал обуть. одеть и сделать так, чтобы «он не испытывал чувство голода», Только благодаря этой поддержки Алпысбаев смог окончить вуз. Также говорилось, что Л. Н. Гумилёв дружил с ним и встретились они во время экспедиции.
В студенчестве участвовал в экспедиции М. Е. Массона, так как увлекался среднеазиатской археологией. В 1950 году, по окончании учёбы, работал в Южно-Туркменистанской археологической комплексной экспедиции, Кыргызской археолого-этнографической экспедиции, Северо-Казахстанской и Илийской археологических экспедициях. Став аспирантом Ленинградского отделения ИИМК АН СССР в 1954 г., он занимался изучением вопросов древнекаменного века.
Академик Окладников и Хасан были хорошими друзьями. На встречах профессор Окладников с теплом повторял, что «Алпысбаев был его вечным научным спутником». Он также отмечал, что «у него был сильно развит природный дар — чувствовать памятники».
До конца своей жизни работал в Институте истории и этнологии имени Ч. Ч. Валиханова. В 1957—1960 годах руководил Каратауским палеолитическим отрядом. Обнаружил ряд палеолитических стоянок. Высказал предположение, что Южный Казахстан являлся одним из центров расселения древних людей. В 1958 году под руководством П.Борисковского защитил кандидатскую диссертацию на тему «Позднепалеолитическая стоянка Костенки-II». Был одним из авторов издания «История Казахской ССР с древнейших времен до наших дней» (раздел «Каменный век»).
Является автором первой книги по древнекаменному веку Казахстана, но сам лично увидеть не смог, не дожив до 50 лет. Умер в Алма-Ате от сердечнего приступа.

## Память
Имеет личный фонд, хранящийся в Научном архиве «Гылым ордасы» (с каз. Дворец или столица науки) [НА «Гылым ордасы», ф. 81, оп. 1, д. 71]. Заметка ниже имеется в личном фонде Алпысбаева (оригинал и две фотокопии):

«Казахский археолог Хасан Алпысбаев обнаружил на склонах хребта Каратау, близ Джамбула, каменные орудия древнейшего человека. До сих пор на территории СССР такие орудия были найдены только на Кавказе. По мнению специалистов, находка имеет мировое значение. Ближайшее местонахождение предметов такого рода находится в Пенджабе. Древность найденных орудий составляет несколько сотен тысяч лет»— Г. Дебец, 1958
Все, работавшие с Алпысбаевичем, хорошо и с теплом отзывались о нём и о его трудах.

«Хасан ушел в бессрочную экспедицию. Одно я хочу сказать. Хасан был честным, принципиальным и порядочным по отношению к окружающим. Таким и остался он в моей памяти. Жизнь Хасана Алпысбаевича продолжается в его открытиях и трудах»— А.Г. Маскимова, 1998

## Сочинения
- Некоторые результаты изучения кремнёвых орудий // Крат. сообщ. о докл. и полевых иссл. ИИМК АН СССР. М., 1959. Вып. 76;
- Открытие памятников древнего и позднего палеолита в Южном Казахстане // Сов. археология. 1961. № 1;
- Значение палеолита для расчленения антропогеновых отложений // Культура древних скотоводов и земледельцев Казахстана. Алма-Ата, 1969 (в соавт. с Н. Н. Костенко);
- Некоторые вопросы изучения памятников каменного века в Казахстане // По следам древних культур Казахстана. Алма-Ата, 1970;
- Геолого-исторические условия хребта Каратау в эпоху палеолита // Новое в археологии Казахстана. Алма-Ата, 1972 (в соавт. с Н. Н. Костенко);
- Индустрия олдувея, магадевиа, соана, их связь с казахскими изделиями // Поиски и раскопки в Казахстане. Алма-Ата, 1972;
- Малоизученные пещеры Казахстана // Природа. 1972. № 12;
- Предварительные итоги изучения памятников каменного века в пещерах Южного Казахстана в 1969—1970 гг. // Успехи среднеазиатской археологии. Л., 1972. Вып. 1;
- О локальных различиях палеолитических культур Средней Азии и Казахстана // Там же. Вып. 2;
- Разведки памятников каменного века Казахстана в 1971 г. // Там же;
- Стратиграфические условия некоторых палеолитических стоянок Южного Казахстана // В глубь веков. Алма-Ата, 1974;
- Разведка в Кызылкумском районе Казахстана // Археол. открытия, 1974. М., 1975;
- Мезолитические и неолитические стоянки Южного Казахстана // Археологические исследования в Отраре. Алма-Ата, 1977;
- Палеография Южного Казахстана (хребет Каратау) в эпоху раннего палеолита // Палеоэкология древнего человека. М., 1977;
- Исследования в зоне Шульбинского водохранилища // Археол. открытия, 1977. М., 1978 (в соавт. с А. К. Акишевым, А. Г. Максимовым);
- О находках индустрии каменного века в Каржантау и Караоба // Археологические памятники Казахстана. Алма-Ата, 1978;
- Памятники нижнего палеолита Южного Казахстана: (о древнейшем заселении Казахстана первобыт. человеком). Алма-Ата, 1979;
- Индустрия палеолита Южного Казахстана // Археологические исследования древнего и среднего Казахстана. Алма-Ата, 1980.